# Kromatin
Kromatin är komplex av DNA och proteiner, huvudsakligen histoner men även andra genregulatoriska proteiner, i eukaryota celler. Kromatinets struktur bestäms av hur upplindad DNA-spiralen är runt kromatinets histoner. Nästan allt av cellens DNA är packat i dessa strukturer. Dels sparar det utrymme, dels är graden av hoppackning en del av kontrollen över vilka gener som för tillfället uttrycks, det vill säga används som mall för att tillverka proteiner.
Kromatin kan i vissa stadier göras synligt i cellpreparat genom färgning, därav namnet. Kromosomerna har då mörka och ljusa band, som återspeglar de olika graderna av hoppackning. Kromatin delas ofta upp i heterokromatin och eukromatin beroende på packningsgraden.

## Eukromatin
Eukromatin är kromosomsegment som är mindre hårt packade och är därmed lättare tillgängliga för transkription av RNA-polymeraser. I eukromatinet är det genetiska materialet ganska löst packat. I ljusmikroskop syns det som ljusare områden i kärnan. Cellen kan använda eukromatinet vid transkriptionen. Man tror emellertid numera att endast 10 % av eukromatinet användes vid transkriptionen.
I eukromatinet bildar kromatintråden öglor efter varandra. Öglorna består av 20 000–80 000 baspar (längd cirka 500 nm). I varje kromosom finns cirka 200 öglor.
De krafter som håller ihop öglorna är okända. Troligen är det fråga om vissa kärnproteiner. I varje ögla kan finnas en eller flera transkriptionsenheter eller gener.